# Mark Atkinson
Mark Atkinson (Auckland, 16 febbraio 1970) è un ex calciatore neozelandese, di ruolo centrocampista.